# Захаревич, Ярослав Олегович
Ярослав Олегович Захаревич (укр. Ярослав Олегович Захаревич; род. 24 сентября 1989, Киев) — украинский футболист, полузащитник

## Биография

### Клубная карьера
В ДЮФЛ выступал за киевские клубы «Динамо», «Отрадный», «Локомотив-МСМ-ОМИКС» и «Арсенал». Летом 2006 года попал в дубль «Арсенала». В чемпионате Украины дебютировал 6 октября 2007 года в матче против запорожского «Металлурга» (2:1). Захаревич вышел на 87 минуте вместо Евгения Селезнёва. Всего за дубль провёл 66 матчей и забил 3 гола, за основу Арсенала провёл 4 матча в чемпионате Украины и 1 в Кубке Украины. Летом 2009 года перешёл в стан новичка Первой лиги, тернопольскую «Ниву». Позже играл за премьер-лиговые ФК «Кривбасс» и «Оболонь».
С 2013 по 2015 выступал за «Черкасский Днепр». В 2015 провёл 11 матчей (из которых 1 в Кубке Украины) и забил 2 гола в составе тернопольской «Нивы», в начале октября с которой расторг контракт по обоюдному согласию.
В апреле 2016 перебрался в белоцерковский клуб «Арсенал-Киевщина», который на тот момент занимал предпоследнее место в турнирной таблице Второй лиги Украины. Дебютировал 9 апреля 2016 в матче против «Вереса» (2:1). Играет под номером 9. 27 мая 2016 оформил первый пента-трик в истории Второй лиги Украины.

### Карьера в сборной
Впервые в молодёжную сборную Украины до 21 года был вызван Павлом Яковенко в марте 2009 года на товарищеские матчи против Сербии и Северной Ирландии. Провёл один матч 27 марта 2009 года против Сербии (0:0). Захаревич вышел на 86 минуте вместо Владимира Бидловского.

## Достижения
- Победитель Второй лиги Украины: 2014/15